# Le Jeune Sage et le Vieux Fou
Le Jeune Sage et le Vieux Fou (El jove assenyat i el vell ximplet) és una òpera del compositor francès Étienne Méhul amb un libretto de François-Benoît Hoffman. Agafa la forma d'un comédie mêlée de musique (un tipus d'opéra-comique) dins un acte. Es va estrenar al Théâtre Favart el 28 de març de 1793. L'any 1801 es va tornar a representar revisada.
L'òpera va ser ben rebuda. Una crítica al Chronique de Paris de l'1 d'abril va descriure la música com "a estones original, enginyosa i romàntica." Segons David Cairns, la marca com la primera referència a Romanticisme en la música. La obertura descriu musicalment els dos caràcters principals: les flautes representen l'home jove assenyat i els violoncels, trombons i contrabaixos el vell ximplet. Variacions d'aquests temes es troben per tota la partitura.

## Personatges
| Funció                  | Tipus de veu       | Repariment estrena |
| ----------------------- | ------------------ | ------------------ |
| Merval                  | taille (baritenor) |                    |
| Cliton, Merval fill     | soprano            |                    |
| Élise, una vídua        | soprano            |                    |
| Rose, la neboda d'Élise | soprano            |                    |
| Frontin, un valet       | parlat             |                    |

## Enregistraments
L'obertura apareix a: Méhul Overtures, Orchestre de Bretagne, dirigida per Stefan Sanderling (ASV, 2002), número de Catàleg CD DCA 1140.